# Next Top Model by Cătălin Botezatu
 Next Top Model by Cătălin Botezatu  là một chương trình truyền hình thực tế được dựa trên America's Next Top Model của Tyra Banks. Đây là một trong những chương trình cho thấy một số thí sinh tham vọng với nhau trong một loạt các bài kiểm tra nhằm xác định ai sẽ giành được danh hiệu Next Top Model của Romania.
Ban giám khảo được hoàn thiện bởi nhiếp ảnh gia Gabriel Hennessey, nghệ sỹ trang điểm Mirela Vascan, nhà tạo mẫu tóc Laurent Tourette và đại lý của quản lí người mẫu MRA Models Livio Ionescu.

## Tóm tắt chương trình

### Thử thách
Mỗi tập thường bắt đầu với những thí sinh được đào tạo trong một khu vực đồng thời với chủ đề của tuần (Ví dụ: thí sinh có thể được huấn luyện trong hành trình catwalk, diễn xuất ngẫu hứng, hoặc áp dụng trang điểm cho phù hợp với những dịp khác nhau. Một thử thách được liên quan ngay sau đó, chẳng hạn như một buổi trình diễn thời trang giả (hoặc thật) hoặc cuộc phỏng vấn, và một người chiến thắng được lựa chọn bởi một giải thưởng. Cô nhận được một số giải thưởng, chẳng hạn như quần áo, một đêm ra ngoài, hoặc một lợi thế ở các bức ảnh chụp tiếp theo. Các thí sinh chiến thắng có thể giành được quyền miễn trừ từ việc loại bỏ tại cuộc thi tiếp theo.

### Buổi chụp hình
Giai đoạn tiếp theo thường là buổi chụp ảnh, có thể bao gồm chụp ảnh chân dung, đồ bơi, đồ lót hoặc quần áo khác, khỏa thân hoặc nửa khỏa thân, chụp với người mẫu nam, hoặc hóa thành các động vật trong số các chủ đề khác. Phần thể hiện trong buổi chụp ảnh của mỗi tuần thường nặng trong việc đánh giá cuối cùng, và nó có thể dẫn đến việc loại bỏ một hoặc nhiều thí sinh.
Phân đoạn cuối cùng của mỗi tập phim bao gồm việc đánh giá bởi một nhóm các chuyên gia trong ngành thời trang. Ảnh của mỗi thí sinh, hoặc phần thể hiện của video, sau đó sẽ được hiển thị và đánh giá bởi ban giám khảo. Sau khi tất cả các bức ảnh đã được đánh giá, các thí sinh rời khỏi phòng để ban giám khảo cố ý.
Quá trình loại bỏ theo một định dạng cứng nhắc. Sau đó, host tiết lộ từng người một và theo thứ tự công việc, những bức ảnh của những thí sinh chưa bị loại. 2, 3, hoặc 4 thí sinh cuối cùng không nhận được bức ảnh của họ được đưa ra trước các phê bình đặc biệt của host trước khi bức ảnh cuối cùng được tiết lộ. Các thí sinh không nhận được bức ảnh thì sẽ bị loại khỏi cuộc thi.

### Điểm đến quốc tế
Trái ngược với phiên bản của Mỹ, nơi mà chuyến đi đến một điểm đến quốc tế thường được lên kế hoạch vào khoảng hai hay ba phần của cuộc thi còn đây không phải cam kết về du lịch. Mùa đầu tiên được đi ra nước ngoài 4 lần còn mùa thứ hai và thứ ba đi tổng cộng 3 lần.

## Các mùa
| Mùa | Phát sóng           | Quán quân       | Á quân                             | Các thí sinh theo thứ tự bị loại | Tổng số thí sinh | Điểm đến quốc tế                 |
| --- | ------------------- | --------------- | ---------------------------------- | --- | ---------------- | -------------------------------- |
| 1   | 3 tháng 2 năm 2011  | Emma Dumitrescu | Mădălina Barbu                     | Anca Vasile, Diana Donoiu, Sara Măgurean, Adela Neagu, Lucia Popa (tước quyền thi đấu), Inga Ojog, Otilia Pană, Alexandra Băbăscu, Laura Dumitru, Roxana Cristian                                                                           | 12               | Giza Rovaniemi Dubai Paris       |
| 2   | 15 tháng 9 năm 2011 | Laura Giurcanu  | Iuliana Mînza                      | Miruna Iovan & Iasmina Balamat, Mădălina Goian, Cristina Chiriac, Denisa Hîncu, Gina Tănasie, Aida Becheanu & Simona Din, Flori Ciupu, Iulia Micloș, Diana Trofin, Irina Batrac, Karin Arz, Sandra Ciubotariu                               | 16               | Reykjavík Istanbul Denizli Tunis |
| 3   | 20 tháng 9 năm 2012 | Ramona Popescu  | Barbara Langellotti Denisa Ciocoiu | Veronica Cazac (bỏ cuộc), Silvana Anghel, Bianca Taban & Diana Luca, Andreea Grecu, Ruxandra Postatny, Victoria Cartiră, Alexandra Urs & Diana Zamfir, Sînziana Cozorici, Otilia Cioșă, Lavinia Furtună, Cristina Iordache & Laura Iordache | 17               | Mykonos Paphos Cappadocia        |